# هانغ تشنغ
هانغ تشنغ (بالإنجليزية: Hung Cheng) هو فيزيائي ورياضياتي أمريكي، ولد في 2 مارس 1937.